# Kecamatan Walantaka
Kecamatan Walantaka är ett distrikt i Indonesien.   Det ligger i provinsen Banten, i den västra delen av landet, 70 km väster om huvudstaden Jakarta.